# 24 horas en la calle
24 horas en la calle fue un programa de televisión que mezcla los géneros documental y telerrealidad. Este permite conocer de primera mano la labor de todos los cuerpos de seguridad y emergencias: Policía Nacional, Guardia Civil (con todas sus unidades, grupos y equipos, como por ejemplo costas, fronteras y aeropuertos), Policía Local, Bomberos, Sanitarios y Fuerzas Armadas de España. En cada entrega, varios equipos graban sus intervenciones de forma exhaustiva en diferentes puntos de España. El programa, que está producido por TVE con la colaboración de Globomedia, se estrenó el 12 de septiembre de 2013 en La 1 y finalizó el 14 de noviembre de 2013.

## Formato
El programa recoge la frenética actividad de todos los cuerpos de seguridad y emergencias: desde la Policía Nacional a la Guardia Civil, pasando por el ejército, los servicios de emergencia sanitaria y medioambiental, los bomberos o las policías locales.  El programa ofrece una perspectiva más cercana acerca del trabajo de estos héroes anónimos que día a día arriesgan sus vidas, conviven con el peligro y trabajan contrarreloj para garantizar la seguridad ciudadana.
Se trata de un espacio producido por TVE con la colaboración de Globomedia donde se muestran imágenes de gran realismo e impacto, pero siempre bajo la premisa del rigor y el máximo respeto a la dignidad de las víctimas. Los reportajes tienen mucho ritmo y fuerza narrativa y guían al espectador, desde la presentación del caso, su desarrollo y desenlace. Todo ello mediante varios equipos de reporteros que filman a estos profesionales en directo.
La docuserie es una ventana para que el espectador se familiarice y tome conciencia de algunas de las actividades delictivas más comunes, así como persecuciones, investigaciones de homicidios, rescates en alta montaña, extinciones de incendios o control de fronteras, entre otros. 
Tiene similitud con el programa Policías en acción del también canal Español La Sexta, salvo que en Policías en acción, solo se muestra actividad del Cuerpo Nacional de Policía. 

## Episodios y audiencias
| Temporada | Temporada | Episodios | Estreno                  | Final                   | Audiencia    | Audiencia | Audiencia |
| Temporada | Temporada | Episodios | Estreno                  | Final                   | Espectadores | Cuota     |           |
| --------- | --------- | --------- | ------------------------ | ----------------------- | ------------ | --------- | --------- |
|           | 1         | 9         | 12 de septiembre de 2013 | 14 de noviembre de 2013 | 1 160 000    | 10.0%     |           |

## Temporada 1: 2013
| N.º (serie) | N.º (temp.) | Fecha de emisión         | Audiencia         |
| ----------- | ----------- | ------------------------ | ----------------- |
| 1           | 1           | 12 de septiembre de 2013 | 1 334 000 (12,1%) |
| 2           | 2           | 19 de septiembre de 2013 | 1 267 000 (11,4%) |
| 3           | 3           | 26 de septiembre de 2013 | 1 211 000 (10,9%) |
| 4           | 4           | 3 de octubre de 2013     | 1 255 000 (10,8%) |
| 5           | 5           | 10 de octubre de 2013    | 1 295 000 (11,4%) |
| 6           | 6           | 17 de octubre de 2013    | 936 000 (7,4%)    |
| 7           | 7           | 31 de octubre de 2013    | 1 018 000 (8,4%)  |
| 8           | 8           | 7 de noviembre de 2013   | 915 000 (7,9%)    |
| 9           | 9           | 14 de noviembre de 2013  | 1 212 000 (9,4%)  |